# Victor Asprilla
Victor Asprilla (Cali, Valle del Cauca, Colombia; 1 de enero de 1995) es un futbolista colombiano y juega de volante.

## Clubes
| Club                 | País     | Año         |
| -------------------- | -------- | ----------- |
| Deportivo Cali       | Colombia | 2014        |
| Real Santander       | Colombia | 2015        |
| Cúcuta Deportivo     | Colombia | 2016        |
| Atlético Fútbol Club | Colombia | 2017 - 2019 |